# Francisco Martínez Gaytán 2.ª Sección
Francisco Martínez Gaytán 2.ª Sección es una localidad del municipio de Huimanguillo ubicado en la subregión de la Chontalpa del estado mexicano de Tabasco.

## Geografía
La localidad de Francisco Martínez Gaytán 2.ª Sección se sitúa en las coordenadas geográficas 17°43′34″N 93°50′16″O / 17.726111, -93.837778, a una elevación de 18 metros sobre el nivel del mar.

## Demografía
Según el Conteo de Población y Vivienda 2020, efectuado por el Instituto Nacional de Estadística y Geografía, la localidad de Francisco Martínez Gaytán 2.ª Sección tiene 22 habitantes, de los cuales 12 son del sexo masculino y 10 del sexo femenino. Su tasa de fecundidad es de 3.5 hijos por mujer y tiene 5 viviendas particulares habitadas.
| Gráfica de evolución demográfica de Francisco Martínez Gaytán 2.ª Sección entre 1990 y 2020 |
|                                                                                             |
| INEGI.                                                                                      |